# Битва при станции Тревильян
Битва при станции Тревильян (англ. Battle of Trevilian station) произошло 11—12 июня 1864 года в Вирджинии, и было одним из сражений Гражданской войны в США. Сражение является одним из завершающих столкновений Оверлендской кампании генерала Гранта. Операция планировалась им как диверсия в тылу Северовирджинской армии генерала Роберта Ли. Две кавалерийские дивизии под командованием генерал-майора Филипа Шеридана должны были перерезать крайне важную для мятежников Центральную Виргинскую железную дорогу, по которой поступало продовольствие для южан. После этого в Шарлотсвилле они должны были соединиться с войском генерал-майора Дэвида Хантера, «Чёрного Дэйва», как раз проводившего рейд по тылам конфедератов тоже в Вирджинии, но западнее, в долине реки Шенандоа, для дальнейших совместных действий против Ли вместе с Грантом. Второй, стратегической задачей, было отвлечение внимания кавалерии южан от готовившейся переправы Потомакской армии США через реку Джеймс. В случае успеха этот манёвр обеспечил бы почти беспрепятственный выход прямо к Питерсбергу.
Рейд начался 7 июня, но через четыре дня близ станции Тревильян Шеридана нагнали две кавалерийские дивизии южан под командованием генерал-майоров Уэйда Хемптона и Фицхью Ли (племянника самого Роберта Ли). В ходе двухдневной отчаянной схватки мятежникам удалось оттеснить северян от железной дороги и полностью сорвать их попытку соединиться с Хантером. Шеридан был вынужден вернуться в расположение армии Гранта. В то же время сражение сковало значительные силы кавалерии Конфедерации, а значит, во многом оставило Ли без кавалерийской разведки. Поэтому генералу Гранту действительно удалось скрытно переправить Потомакскую армию через Джеймс и неожиданно появиться прямо под Питерсбергом.
Битва стала самым большим, а также самым кровопролитным кавалерийским сражением в истории Гражданской войны в США.

## Общая обстановка накануне сражения

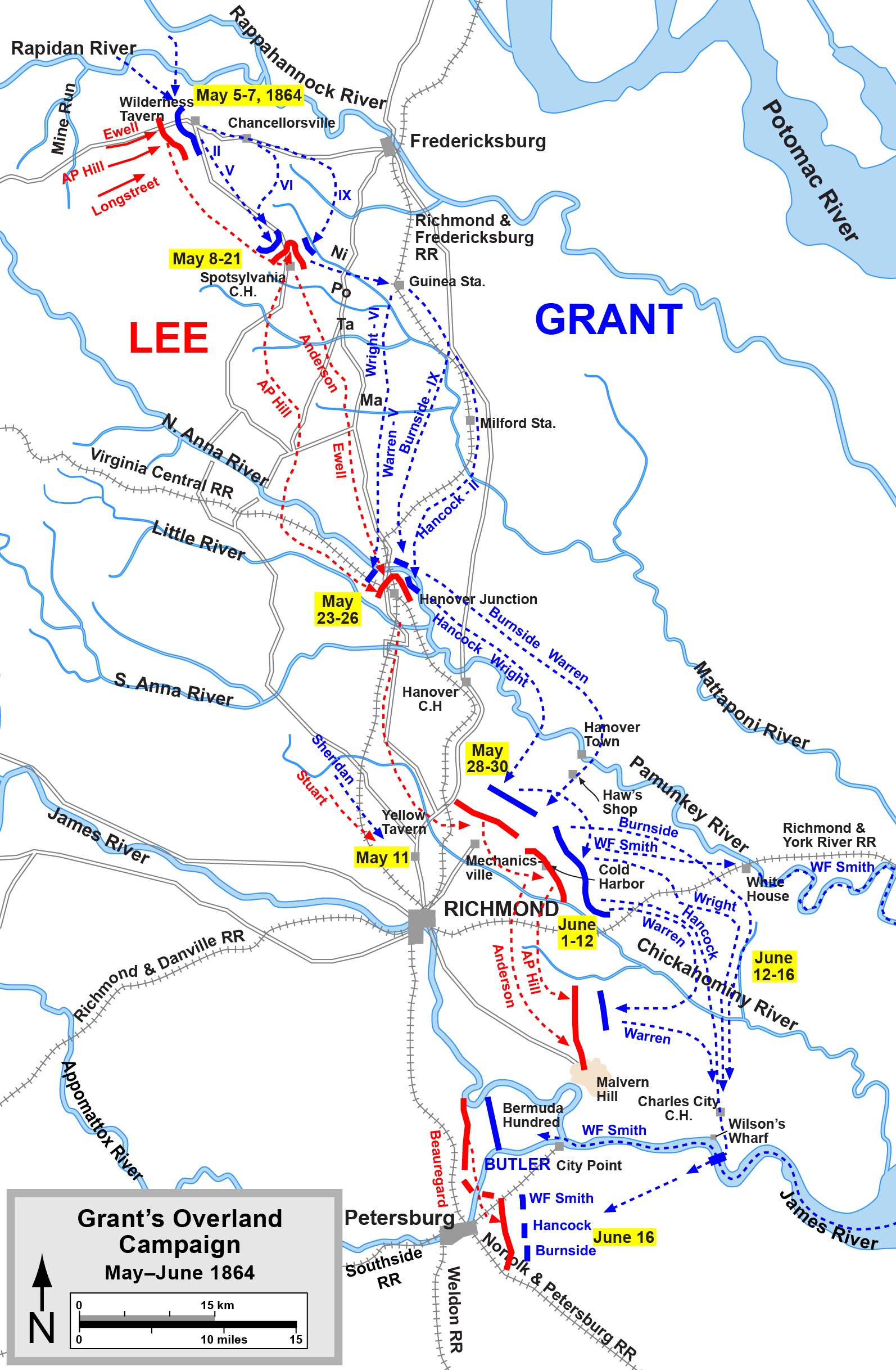
Сухопутная кампания, от битвы в Лесной Глуши до переправы через Джеймс.
Южане
Северяне

В ходе Оверлендской кампании, начавшейся 4 мая 1864 года, Потомакская армия, находившаяся под непосредственным командованием генерал-майора Джорджа Гордона Мида, но общее руководство которой осуществлял генерал-лейтенант, главнокомандующий армией США Улисс Симпсон Грант, медленно продвигалась по Восточной Вирджинии к Питерсбергу и Ричмонду, столице Конфедерации. Обе стороны несли огромные потери, ожесточённые бои шли почти без перерывов (битва в Глуши (5-7 мая), битва при Спотсильвейнии (8-21 мая), Сражение на Норт-Анне (23-26 мая), Сражение на Тотопотоми-Крик (28-30 мая) и другие менее крупные столкновения). Постепенно, после каждого сражения северяне всё дальше продвигались на юго-восток, но решительного поражения армии Роберта Ли они так и не нанесли, и в конце концов оказались восточнее своей конечной цели. После этого северяне, зная о том, что силы конфедератов сильно истощены, попытались прорваться к Ричмонду в ходе сражения при Колд-Харборе, но наткнулись на мощные укрепления, попытка штурма которых принесла большие потери.
В северных штатах росли антивоенные настроения, а Гранта газетчики вовсю называли «неповоротливым мясником», поносили за огромные потери и полное нежелание считаться с ними. По личному указанию Линкольна ещё в середине мая в печати была обнародована телеграмма полководца военному министру Эдвину Стэнтону:

«Мы вступаем в шестой день очень трудных боев… Потери у нас тяжелые, но и у противника тоже… Я намерен сражаться на этой позиции до конца, даже если это займет все лето».

В этих условиях Грант решил переправиться через реку Джеймс, чтобы сначала взять Питерсберг. После этого Ричмонд был бы обречён. Но ему надо было как-то отвлечь внимание южан, особенно их кавалерии, которая в те годы играла важнейшую роль в разведке.
В это же время немного западнее по приказу Гранта действовала армия Дэвида Хантера, сместившего нерешительного Франца Зигеля. Расчёт главнокомандующего северян перед началом наступления на Вирджинию заключался в том, что Потомакская армия Джорджа Мида будет продвигаться через Восточную Вирджинию, а в средней будет проведён отвлекающий манёвр, призванный завоевать долину реки Шенандоа, используя тактику выжженной земли, нарушить снабжение южан и заставить Ли распылить свои силы и отправить часть армии против диверсантов. Так одновременно были положены начала Оверлендской кампании генерала Гранта и кампании в долине реки Шенандоа 1864 года (или просто кампаниям в Долине 1864 года).
Армия северян, разрушавшая всё на своём пути, стала продвигаться на юго-запад, вверх по течению Шенандоа и после проигранного сражения при Нью-Маркете 15 мая, одержала победу при Пидмонте 5 июня, о чём немедленно было послано сообщение в Потомакскую армию.
Ещё не зная об этом успехе, Грант решил ещё раз бросить в тыл врага свою кавалерию во главе с Филипом Шериданом. Первым был поход 9-24 мая, когда северяне в Сражении при Йеллоу-Таверн разбили легендарного Джеб" Стюарта и подошли к самому Ричмонду. Теперь Грант решил направить его на запад. Изначально «маленькому Филу» было приказано отвлечь на себя кавалерию Юга и уничтожить мост через реку Риванна на Центральной Виргинской железной дороге, к востоку от Шарлотсвилла, и железнодорожное полотно оттуда до города Гордонсвилла. После этого они должны были немного вернуться и разрушить железную дорогу до самой узловой станции Ганновер (близ Ричмонда). Но сразу после своего приказа Шеридану Грант узнал о победе Хантера и взятии им Стантона. Тогда он внёс изменения в свой план. Вместо разворота к Ричмонду кавалеристам следовало, выведя из строя железную дорогу, дожидаться Хантера в Шарлотсвилле. Объединившись с ним, северянам надо было оставить одну бригаду, чтобы перекрыть канал реки Джеймс. 1-я кавалерийская дивизия бригадного генерала Альфреда Торберта (одной из бригад командовал также бригадный генерал Джордж Кастер) и 2-я кавалерийская дивизия бригадного генерала Дэвида Грегга поступили под его командование. Таким образом, у Шеридана были две из трёх кавалерийских дивизий, которыми вообще располагала Потомакская армия. Также к его отряду была присоединена конная артиллерийская бригада капитана Джеймса Робинсона, располагавшая четырьмя (по другим данным шестью) батареями.
Роберт Ли также понимал, каким опасным, даже безнадёжным станет положение, если юнионисты переправятся через Джеймс, последнюю естественную преграду перед Питерсбергом. Его армия была сильно обескровлена и не смогла бы выстоять против Гранта в открытом бою. Ближе к середине июня он писал генерал-лейтенанту Джубалу Эрли:

«Мы должны разбить эту армию Гранта прежде, чем она выйдет к реке Джеймс. Если он выйдет туда, это превратится в осаду (Ричмонда. — С. Б.) и конец её станет лишь вопросом времени».

## Начало броска Шеридана

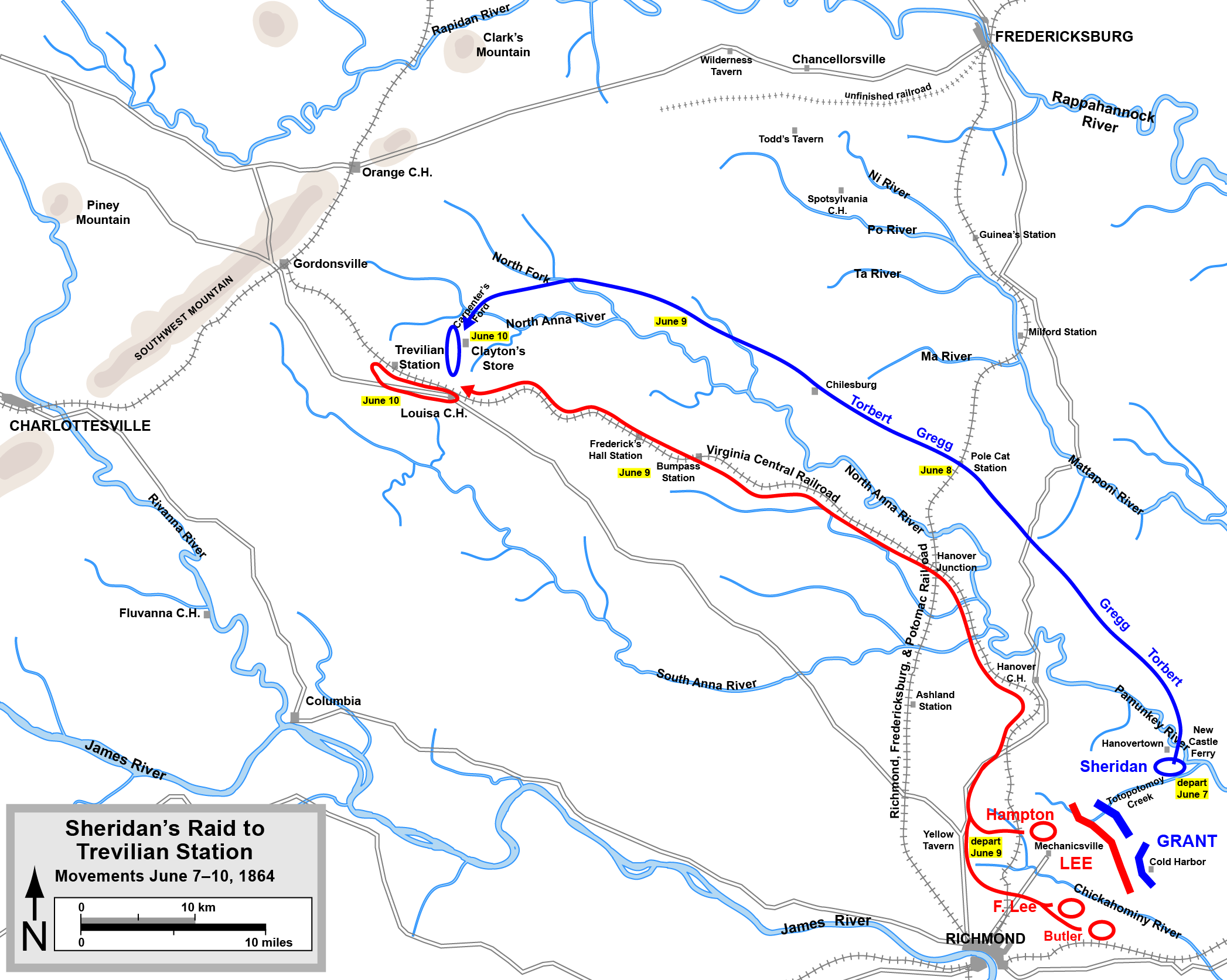
Маршруты армий Шеридана и Хэмптона с 7 по 10 июня.
Хэмптон
Шеридан

7 июня Шеридан и его армия в составе 9000 человек и 20 орудий выступила в поход. Несмотря на убеждённость в первостепенной важности Джемсского направления, выраженную в письме Эрли, когда 8 июня Ли узнал об этом, он, сразу разгадав, что первоначальной целью точно будет железная дорога, был вынужден послать за ним в погоню две своих кавалерийских дивизии под командованием Уэйда Хемптона и Фицхью Ли, а также конный артиллерийский батальон во главе с майором Джеймсом Бриздом с 14 орудиями. Ночью 9 июня этот отряд под командой Хэмптона (всего около 7000 человек) бросился в погоню за северянами. Армия Северной Вирджинии осталась почти без кавалерии и почти без разведки.
Южане, хоть и опоздали почти на двое суток, но двигались по куда более короткому маршруту и более благоприятной для лошадей местности. Поэтому уже вечером 10 июня обе армии, преодолев 65 (Шеридан) и 45 (Хэмптон) миль, расположились около станции Тревильян, названной в честь местного плантатора Чарльза Гудалла Тревильяна. Южане заночевали на южной стороне железной дороги, Хемптон возле самой станции, а Ф. Ли восточнее, возле местечка Луиза Корт Хаус. Северяне, как и положено, заночевали на северной стороне, у Склада Клейтона. От него к железной дороге вело два пути. Один — к Луизе, второй — к Тревильяну. Конфедераты рассчитывали напасть на юнионистов, используя как раз их. Соответственно, Хемптон — дорогу из Тревильяна, а Ф. Ли — из Луизы. Продвинувшись по ней, он должен был с правого фланга прийти на помощь командиру.

## Битва

### 11 июня

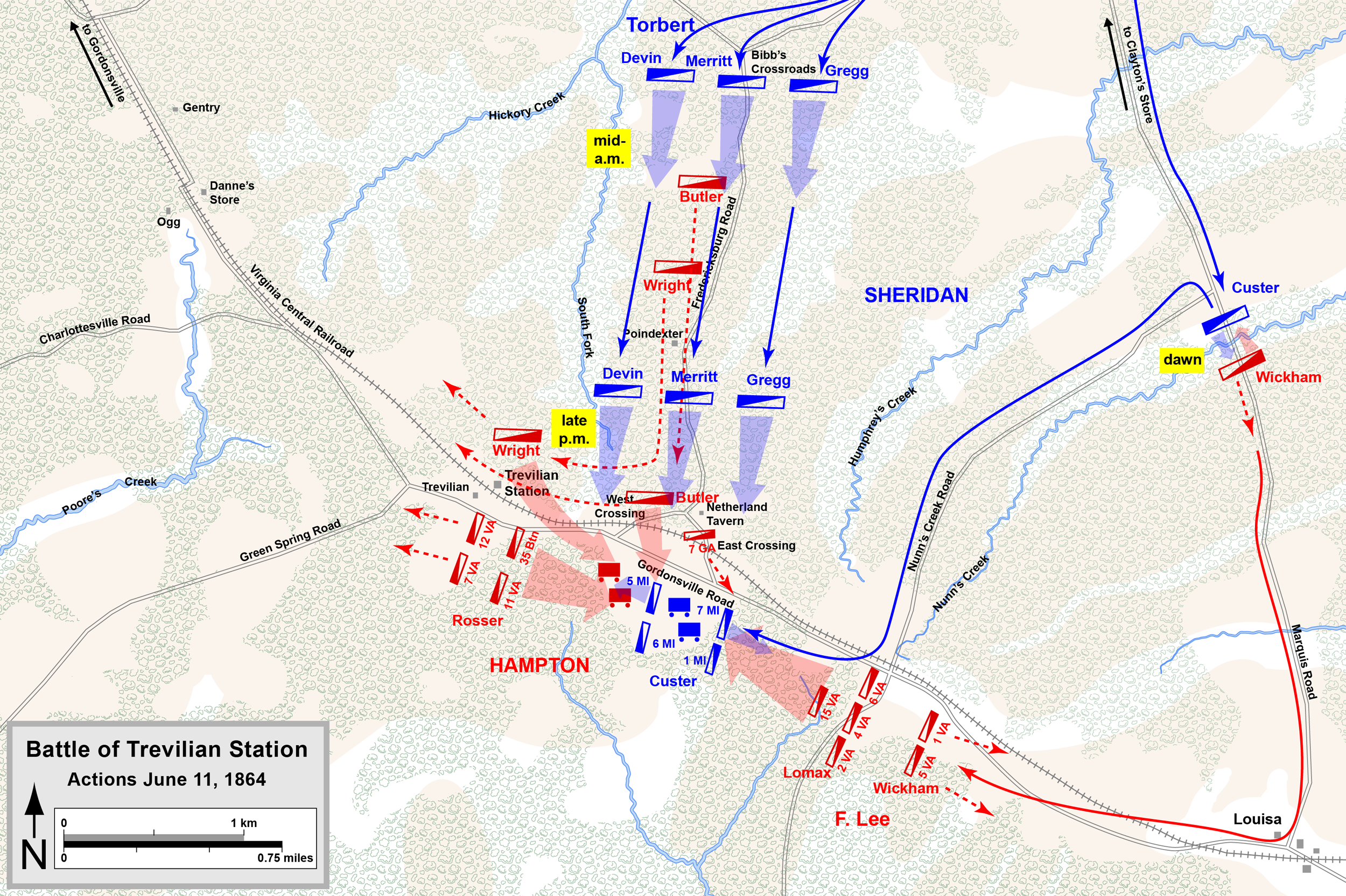
Первый день битвы при станции Тревильян.

Рано утром 11 июня бойцы Хемптона атаковали части дивизии Альфреда Торберта и после ожесточённого боя, во время которого кавалеристам пришлось спешиться, отбросили их на север, ближе к Клейтону. Он и его солдаты и офицеры ждали, что удар с правого фланга произойдёт с минуты на минуту. Но в это время Фицхью Ли, двигавшийся несколькими милями восточнее по дороге от Луизы, встретился с бригадой генерала Кастера. Начался бой, после которого «джонни» отступили обратно к Луизе. Воспользовавшись этим, Кастер по открывшейся вдруг дороге вдоль ручья Нанса ринулся прямо к Тревильяну, где захватил обоз Хемптона, в том числе 800 лошадей.
Узнав об этом, Хемптон приказал оставшейся в тылу кавалерийской бригаде немедленно напасть на прорвавшихся янки. Сам он также прекратил уже определённо неудачное наступление и бросился обратно к железной дороге. Хемптон окружил Кастера с запада, а Ф. Ли — с востока. Ему пришлось отказаться от своей добычи и занять круговую оборону к востоку от станции. Как он позднее писал:
«Из-за свойства местности и особенностей атак, предпринимаемых против меня, наши линии примерно напоминали круг».
Много лет спустя историк Эрик Виттенберг назвал это «первой последней битвой Кастера» (англ. Custer’s First Last Stand), имея в виду, что второй, действительно «последней битвой Кастера» стало знаменитое сражение с индейцами при Литтл-Бигхорне, где он погиб.
Но под Тревильяном Шеридан, узнав о бедственном положении соратника, ударил по Хемптону с севера, тем самым вынудив его оставить позиции к северу от окружённой бригады северян. Фицхью Ли в это же время откатился на восток, к Луизе. Первый день сражения при Тревильяне закончился и остался за США.

### 12 июня

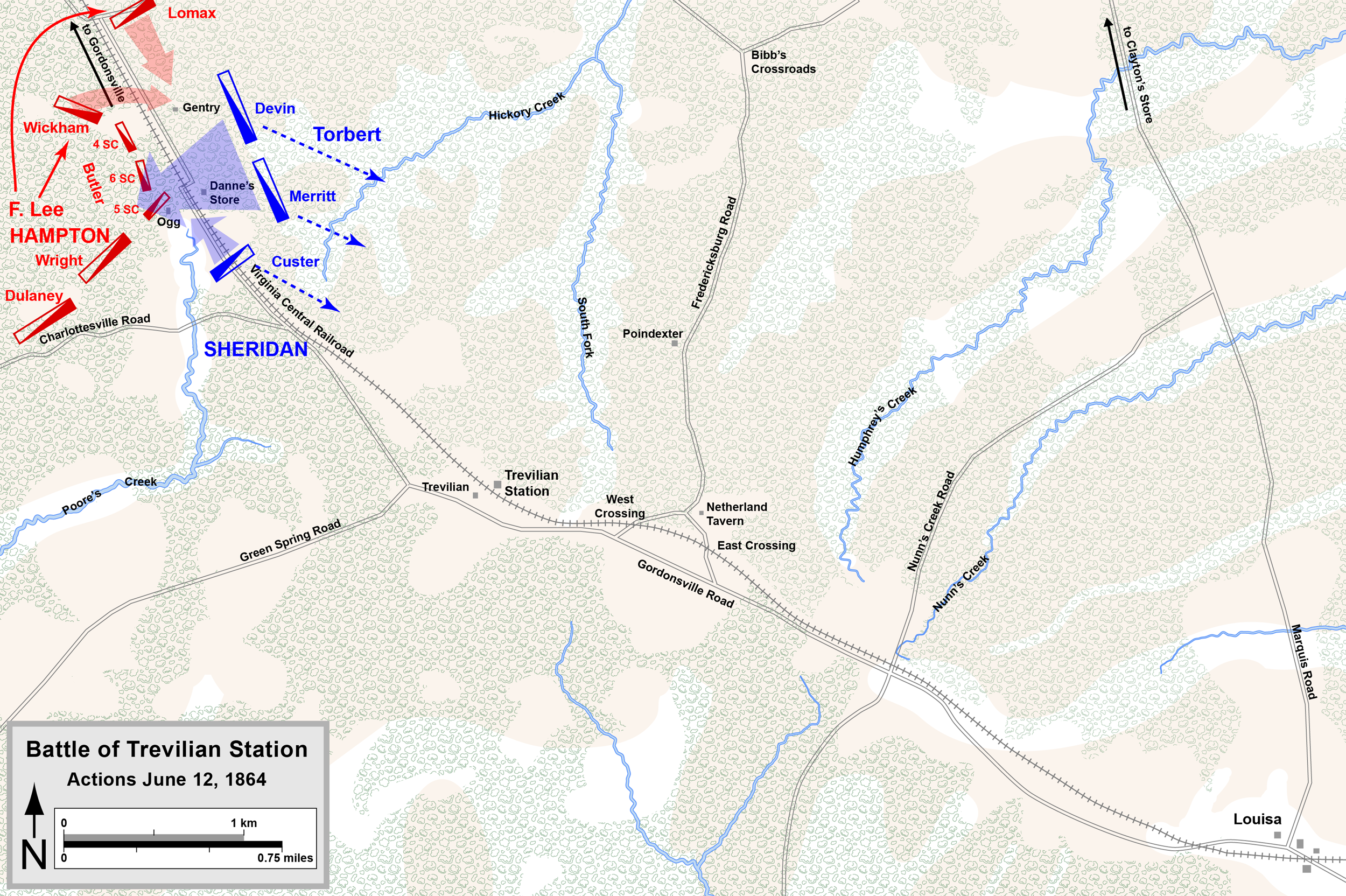
Второй день битвы при станции Тревильян.

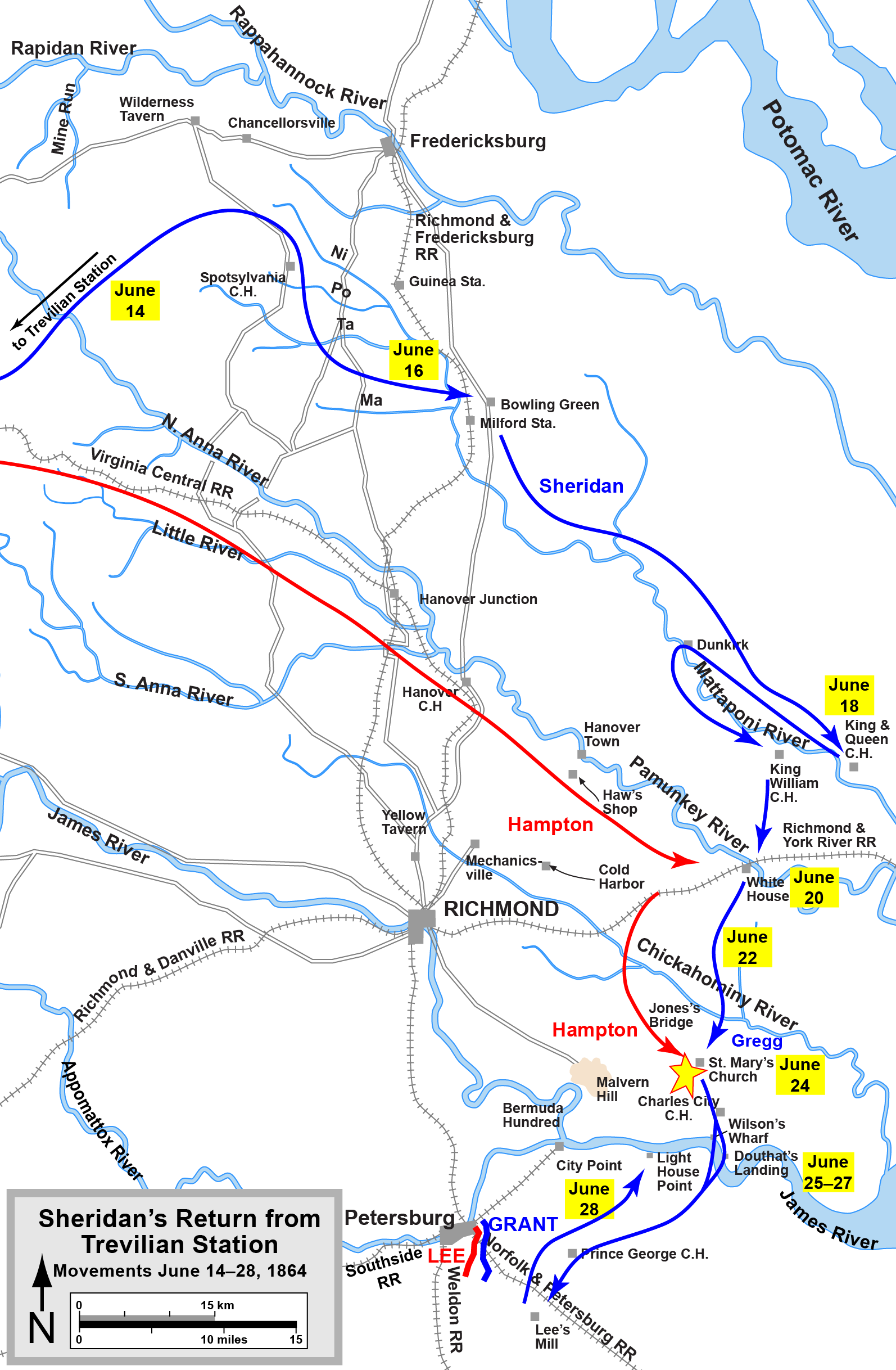
Маршруты возвращения Шеридана и Хемптона в расположения своих армий после битвы при станции Тревильян.

В ночь с 11 на 12 июня Хемптон полностью изменил занимаемые им рубежи. Он сместился на северо-запад от станции и поставил одну бригаду так, чтобы она перекрывала железную дорогу. Другие расположил вдоль неё. Железнодорожная насыпь надёжно прикрывала его левый фланг, а открытая местность прямо перед ним прекрасно простреливалась артиллерией. К полудню Ф. Ли также перестроил свои порядки и образовал из своих частей правую сторону угла.
Шеридан же потратил утро 12 июня на разрушение железнодорожного полотна на протяжении примерно 5 миль. Ночью он узнал, что генерал Хантер повернул не к Шарлотсвиллу, а к Линчбергу. К тому же, пехота генерала Джона Брекинриджа была замечена у Уэйнсборо, надёжно преграждая путь и лишая федералистов всякой надежды на продвижение к долине Шенандоа. Тем не менее, командующий северян не мог равнодушно смотреть на нависшего над ним неприятеля. Шеридан, зная, что в конечном счёте придётся отступить, попытался выбить южан с их позиций. Раз за разом спешившиеся кавалеристы атаковали конфедератов и всякий раз откатывались с большими потерями. Солдаты начали грустно шутить, что это их собственный «кровавый угол», памятуя о битве при Спотсильвейнии, где южане тоже занимали позиции в форме угла, а северяне сражались за них две недели. Бойцов Шеридана там тогда не было, они были в рейде 9-24 мая. Вот теперь они тоже узнали, что это такое.
Но положение Хемптона также было критическим. Боеприпасы у южан почти закончились, вражеская артиллерия нанесла большой урон их армии, а стрелки юнионистов прицельно стреляли по офицерам и солдатам Конфедерации из сарая, очень удачно стоявшего недалеко от фронта. Тем не менее, мятежники держались, пока не подвезли снаряды, и тогда заставили замолчать вражеские батареи и дали прикурить надоедливым стрелкам в сарае. В этот момент Фицхью Ли со своей дивизией начал контратаку против правого фланга янки. Она стала завершающим аккордом этой битвы, которая стихла около 10 часов вечера. Обе стороны остались на прежних позициях. Ночью армия северян отступила, тяжело нагруженная своими ранеными (особенно из бригады Кастера), примерно 500 пленными и кое-каким снаряжением, которое решили всё-таки не бросать. Армия США начала неторопливый марш до Колд-Харбора.
Оба полководца написали доклады своему командованию о произошедшем. Филип Шеридан написал такое донесение о событиях 12 июня:

Безусловно, самое блестящее (сражение) этой кампании. Потери противника были очень тяжёлыми. Мои собственные потери убитыми и ранеными составляют примерно 575 человек. Из них 490 — ранеными. Я забрал в своих передвижных госпиталях 377 — всех, кого можно везти. Оставшихся, вместе с частью раненых мятежников, которые попали ко мне в руки, пришлось оставить. Хирург и санитары получили указания и были оставлены как ответственные за них. Я захватил и держу сейчас в плену 370 военнопленных, включая 20 офицеров. Мои собственные потери пленными не превышают 150 человек.— 
Уэйд Хемптон в донесении написал следующее:

В 3:30 дня (12 числа) началась сильная атака на мой левый фланг, где была поставлена бригада Батлера. После отражения нападения противник последовательно провёл несколько решительных атак, которые все были блестяще отражены. В это время генерал Ли, по моему указанию, усилил мой левый фланг бригадой Уикхема, в это же время взял (бригаду) Ломакса, стоявшую поперёк дороги на Гордонсвилл, и ударил по их правому флангу. Этот манёвр был удачным, и противник, которому уже крепко досталось в центре, когда получил по правому флангу, в беспорядке откатился назад. Я немедленно приказал преследовать его, но до восхода солнца эти приказы не могли быть выполнены, бой не затихал до 10 вечера.— 

## Итоги битвы и оценки
Данные о потерях у разных авторов отличаются. Эрик Виттенберг оценивал потери южан в 612 человек в дивизии Хемптона (59 убитых, 258 раненых, 295 пропавших без вести и захваченных в плен), а 161 солдат и офицер в дивизии Ф. Ли и 30 человек в батальоне конной артиллерии Бризда (общие потери). Таким образом, всего 803 солдата и офицера. Общие потери северян он оценивает в 1007 человек (102 убитых, 470 раненых, 435 пропавших без вести и захваченных в плен). Джон Салмон писал, что с каждой стороны общие потери были больше 1000 человек. Френсис Кеннеди приводил такие данные: 1007 юнионистов и 1071 конфедерат. На сетевой странице, посвящённой сражению, написано, что федералисты потеряли 735 человек, а мятежники — около 1000, хотя их потери точно не известны. На сайте Civilian War Trust потери признали примерно равными — по тысяче человек.
Особенно противоречивы мнения об этой битве в связи с двойственностью исхода. С одной стороны, замысел Улисса Гранта удался в полной мере. Ему и Джорджу Миду действительно удалось незаметно для Роберта Ли с 9 по 11 июня построить новые укрепления, ближе к Джемсу, в ночь на 12 июня закрепиться на них, а 14-17 июня на лодках, а также используя сооружённый для этого 700-метровый, самый большой за всю войну понтонный мост переправиться через реку. Для Ли это было настоящим ударом. Когда генерал Пьер Борегар с посыльным сообщил Ли, что юнионисты форсируют Джемс, то тот не поверил: «Он, должно быть, заблуждается. Возможно, это какие-то солдаты Батлера возвращаются на свои позиции, а Потомакская армия очень занята на моем фронте».
Но, наоборот, ошибся Ли. Его худшие опасения сбылись. Оставшись почти без кавалерии и разведки, он узнал о манёвре Гранта, когда было уже слишком поздно. Осада Петерсберга и её вполне очевидный, незавидный для Конфедерации конец стали очевидными. С этой точки зрения битва при станции Тревильян — однозначная победа США. Советский историк С. Н. Бурин выделял прежде всего именно эту роль этой баталии.
Сам Филип Шеридан писал в 1866 году: «Итогом (битвы) стал неизменный успех и почти полное уничтожение кавалерии мятежников. Мы (отныне) двигались когда и где нам нравилось, всегда были атакующей стороной и всегда успешно». Грант в своих воспоминаниях и многие биографы «маленького Фила» соглашались с его утверждением.
Но зато Шеридан потерпел неудачу в попытке нанести какие-либо значительные повреждения Центральной Виргинской железной дороге. До моста через Риванну он так и не добрался. Повреждённый пятимильный участок был восстановлен за две недели и продовольствие продолжило поступать в армию Ли. План объединения войск Дэйва Хантера и Шеридана в мощную силу вообще полностью провалился. Вскоре «Чёрный Дэйв» потерпел поражение в сражении при Линчберге и был изгнан генералом Джубалом Эрли из долины Шенандоа. Указывая на все эти неудачи, Виттенберг писал, что если бы Шеридан смог разрушить дорогу, то помог бы Хантеру взять Линчберг, поскольку тогда бы Эрли был вынужден воевать ещё и против него. Основываясь на этом, историк назвал сражение «полной катастрофой» для кавалерии федералистов и заявил, что «ничто, связанное с битвой при станции Тревильян, не может рассматриваться как победа Союза».
Помимо своего влияния на ход войны эта баталия привлекает большое внимание ещё и из-за высокого уровня военного искусства. Например, вот что думал по этому поводу Джон Х. Кидд, полковник, командир 6-го Мичиганского кавалерийского полка бригады генерала Кастера:
Планирование и ход сражения, с его искусными манёврами и тактическими хитростями, можно сравнить с шахматной партией. По моему мнению, ни один другой кавалерийский бой Гражданской войны не имел больше общих черт с перемещениями коней и пешек  по шахматной доске, чем первый день на станции Тревильян.